# Варваровка (Луганская область)
Варваровка (укр. Варварівка) — село в Кременском районе Луганской области Украины, административный центр Варваровского сельского совета. 8 марта 2022 года заявлено о захвате села ВС РФ и НМ ЛНР.
Население по переписи 2001 года составляло 1552 человека. Почтовый индекс — 92934. Телефонный код — 6454. Занимает площадь 3 км². Код КОАТУУ — 4421681001.

## Местный совет
92934, Луганська обл., Кремінський р-н, с. Варварівка, вул. Октябрська, 17  (укр.)